# 文化闘争

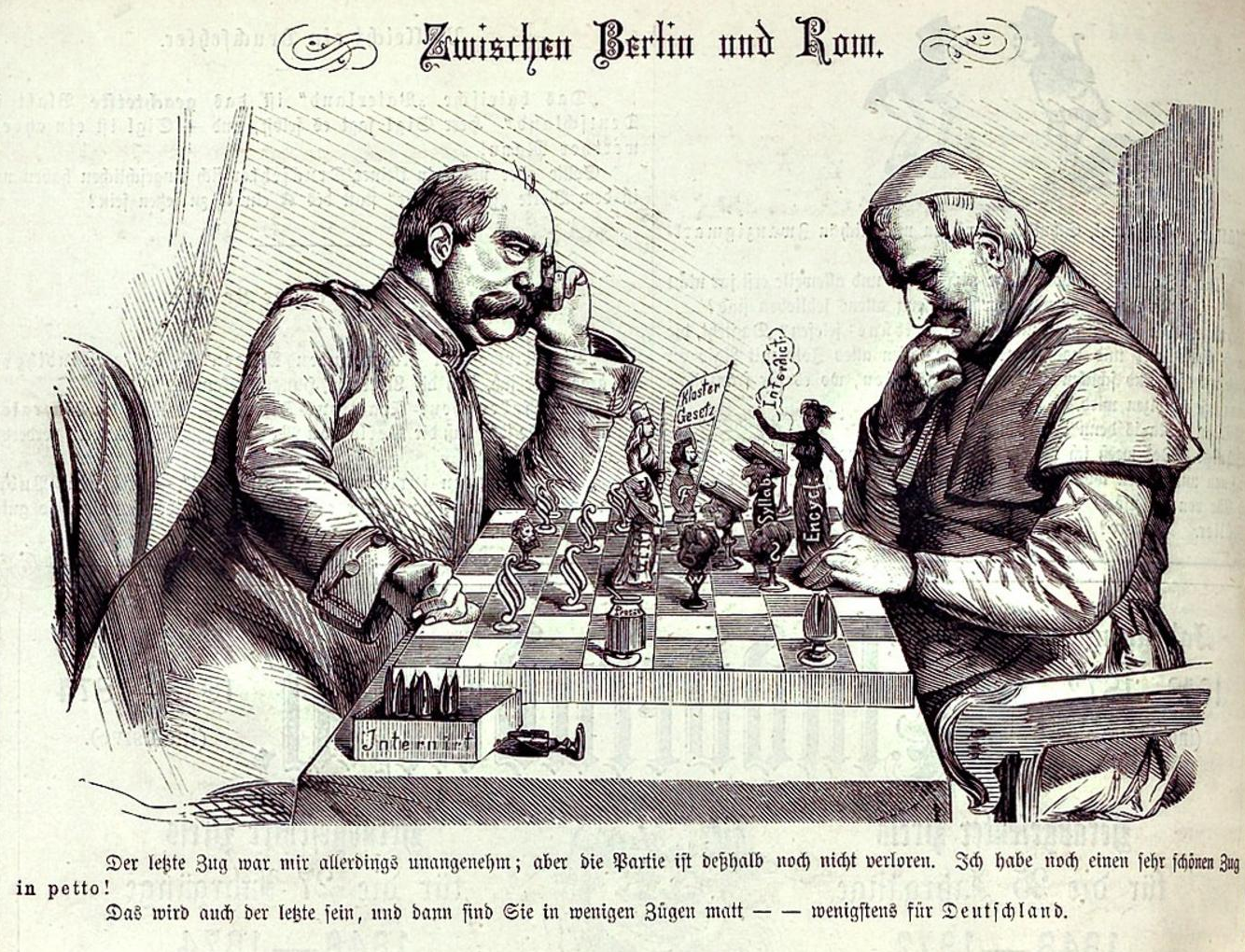
対立する帝国宰相ビスマルクと教皇ピウス9世を描いた風刺画（1875年）

文化闘争（ぶんかとうそう、ドイツ語: Kulturkampf）は、ルドルフ・ルートヴィヒ・カール・フィルヒョウによって生み出された言葉で、1871年から1878年にかけてドイツ帝国宰相オットー・フォン・ビスマルクによって行われた、ローマ・カトリック教会に関する政策を指す。

## 概要
19世紀の半ばまで、カトリック教会はまた政治勢力でもあった。イタリア半島のローマを中心に残された教皇領はフランスの援助を受けていたが、プロイセン王国を盟主とするドイツ諸邦がフランスを破った普仏戦争により消滅し、現代のイタリア地域がイタリア王国によってほぼ統一された。しかしプロテスタントが支配的なプロイセン王国においても、主にオーストリアなど南ドイツで優勢なカトリック教会は、人々の生活のあらゆる面において強い影響力を保持していた。新しく成立したドイツ帝国では、この世俗主義的な国家の力を支持することをビスマルクは念頭に置き、カトリック教会に対する政治的制御によって教会の政治的・社会的影響力を低下させようとした。
1871年の「説教壇法（カンツェルパラグラフKanzelparagraf）」は、1875年にビスマルクが導入した数々の対カトリック制裁措置につながった。病理学者であり当時リベラル政党進歩党のドイツ帝国議会議員であったウィルヒョーは、カトリック教会の見地からビスマルクの政策を描写するため、1873年1月17日のプロイセン王国議会において「文化闘争(Kulturkampf)」という言葉を初めて使った。この思想対立は徐々にビスマルクの政治的敗北を招くことになっていくが、それとともにカトリック教会との闘争状態の緩和、ローマ教皇ピウス9世の死去後に即位した新教皇レオ13世との和解、説教壇法(1853年まで続けられた)と届出結婚制を除いた社会的拘束の解除が行われていった。
歴史家の間では一般的に、文化闘争は教皇ピウス9世のカトリック教会を相手として、差別的な社会的拘束を掛けることであったとされる。その他には、やはりカトリックがマジョリティの位置を占める反ポーランド的要素もその政策に見ることができる。

## 経緯
ドイツ帝国は1866年成立の北ドイツ連邦を引き継いだものであるため、南ドイツの国々（特にカトリックのバイエルン）の帝国への加盟はビスマルクの目にはドイツ帝国の安定に対する潜在的脅威と映った。1870年の第1回バチカン公会議で教皇不可謬性が宣言されたことを契機として緊張が高まった。ドイツ東部（主にポーランド人）、ラインラント、アルザス＝ロレーヌでも多くのカトリック教徒が存在した。ビスマルクはオーストリア帝国の介入を慎重に避けながらドイツ帝国を組織していった。オーストリア帝国は上記のカトリック諸地域よりさらに強力なカトリック国家であったからである。カトリック教会の影響を抑えるために採られた手段の中には、1871年にドイツ刑法に付加された第130条aが挙げられる。これは聖職者が説教において政治を論じた場合に2年間の禁固刑を課すというものだった。この条項は「説教壇法（カンツェルパラグラフKanzelparagraf）」と呼ばれた。
1872年3月には宗教学校は当局から査察を受けることになった。6月には政府系の学校から宗教の教師が追放された。加えて、アダルベルト・ファルクの導入した「五月法」によって、国家は聖職者教育を細かく管理するようになり、聖職者の絡んだ事件を官吏が扱う教区裁判所を設置し、全ての聖職者が記載された届書の提出を求めた。1872年にはイエズス会の活動が禁止された。この禁止措置は1917年まで続いた。1872年12月にはバチカンと断交した。1874年になると、結婚はカトリック教会の手から離れて、教会の儀式でなく世俗的な儀式によって行われても有効となった。ベルリン動物園のライオンが毒殺されたことさえカトリック教会の陰謀だと非難された。1874年7月13日、バド・キッシンゲンの街でエドゥアルト・クルマンがビスマルクをピストルで暗殺しようとしたが、ビスマルクは手を負傷しただけだった。クルマンはビスマルクを暗殺しようとした理由として反教会的な法律を挙げた。
カトリック教会の影響力はカトリック中央党が代表したが、これを制限しようとしたビスマルクの試みは不成功に終わった。1874年のドイツ帝国議会選挙では、カトリック勢力の議席は2倍に増えることとなった。社会民主党に対抗する必要からビスマルクは反教会的態度をやわらげるようになった。特に1878年の教皇レオ13世即位後、その傾向が顕著となった。ビスマルクはいまや多数派となったカトリック系の議員に対して自らの政策の正当性を訴えるために、ドイツ国内におけるポーランド人（圧倒的にカトリック教徒が多かった）の存在を引き合いに出すようになった。
「文化闘争」は当初は収穫があったにせよ、大体においてビスマルク政権の成功とはいえなかった。文化闘争の結果として後に残ったものはドイツ帝国の構成国家や主流から取り残された人々の疎外の助長であった。また、教皇至上権論的なカトリック教徒とルーテル教会信徒の間の断絶を拡大させた。

## ポーゼン/ポズナン公国における文化闘争
文化闘争は特にプロイセンのうちのポーランド人居住地域に大きな衝撃をもたらした。この時期ポーランドは国家として消滅しており、オーストリア帝国、プロイセン王国（プロイセン王国は後にドイツ帝国の一部となった）、ロシア帝国の3つによって分割されていた。かつてポーランド・リトアニア共和国だった領域における広範なドイツ化運動は、カトリック教会や（カトリックが主流の）南ドイツの国々に対する闘争と同時に始まった。このためヨーロッパ修史の分野では、文化闘争の反カトリック的要素は通常ドイツ帝国内における（言語や文化を含む）ドイツ化運動と不可分と捉えられる。
「五月法」が成立すると、プロイセン王国の当局はポーランド語を教える学校の大半の閉鎖を開始した。代わりにドイツ語を教える学校設置が進められた。1872年11月にファルクは布告を出し、翌年の春までに学校における全ての宗教教育はドイツ語で行われるようにした。カトリック教徒のポーランド人と聖職者から起こった抵抗運動は翌年までに抑えられた。このときポズナンとグニェズノのカトリック神学校が閉鎖された。国家は以前は教会が後援していた学校における教育監督権を取り上げた。カトリック教会の財産は没収され、各修道会は解散させられた。カトリック教会の自由を保証していたプロイセン王国憲法の条項は削除された。他の地域と比較してポーゼン地方（現ヴィエルコポルスカ地方）における文化闘争ははるかに強い民族主義的性格を帯びていた。
その後まもなく、プロイセン王国当局はさらなる抑圧政策を行った。185人の司祭が拘留され、数百人が国外亡命を余儀なくされた。ポーランド首座大司教ミェチスワフ・レドゥホフスキも拘留された。残りのカトリック司祭たちの大多数は当局に隠れて礼拝を行わなければならなかった。拘留された聖職者のうちのほとんどは1870年代の終わりごろまでに釈放されたが、そのうちの多数は国外亡命をさせられた。第三者の多くはこういった反カトリック的・反ポーランド的政策はかえってポーランドの独立運動を助長するものだと考えた。文化闘争を追求するビスマルクの動機には、ポーランド人に対する個人的反感があったかもしれない。ドイツ帝国の他の地域とは対照的に、ヴィエルコポルスカ地方（当時はポーゼン地方と呼ばれていた）における文化闘争は1880年代になっても終わることがなかった。ビスマルクは社会主義者に対抗するためにカトリック教会との連携に非公式な署名をしたが、ドイツ帝国内におけるポーランド人居住地域ではドイツ化政策は続けられた。
1886年になると、エドゥアルト・フォン・ハルトマンの作った標語「ドイツの土地のスラヴ人根絶」に沿って、プロイセン王国政府当局は領内のポーランドにおける新しいドイツ化政策を準備した。この政策の立案者であったハインリヒ・ティーデマンによると、以前に行われていたポーゼン地方へのドイツ人移住の試みが失敗した理由は、それらのドイツ人が「移住に対する正当性の確信が持てず、移住先で自らを異邦人と考えた」からであるとされた。ティーデマンによる解決法は、行政手段によって土地の取得を促進することと同時に、移住するドイツ人に対して移住先の社会生活や土地からポーランド人を追い出すことは正しいことなのだと納得させることであった。国家の管理下にあった「定住委員会 (Ansiedlungskommission)」はポーランド人から土地や財産を強制的に買い上げ、ドイツ人に安く払い下げた。この政策によって22,000家族がポーランドに移住したが、住民全体におけるポーランド人の占める割合は変化しなかった。「ドイツ東部委員会」(Deutscher Ostmarkenverein) も同様な活動をしたがほとんど成功しなかった。それに対して、文化闘争で行われたドイツ人の諸活動はポーランド人の民族意識を呼び起こし、ドイツ人がポーランドの文化や経済に対抗するために創設した各組織と酷似した対抗的民族主義組織がポーランド人によって創設されることになった。1904年までポーランド人農家が新しく家を建てることを禁止した法律が施行されていたが、ポーランド人の民族意識は非常に強かったため国内で不穏な状態が続くことになった。フジェシニァの学校児童による抗議行動やミハウ・ドゥジマワによる闘争は象徴的な出来事である。ドゥジマワは家を建てる代わりにサーカス団の使うような荷馬車に住むことで法律の規制をうまく回避して自らの抗議行動が衆目を集めるように図った（ドゥジマワのバン）。
大体においてポーゼン地方におけるドイツ化政策は失敗した。ポーランド人に反することを狙った行政手段はその多くが1918年まで採られていたが、1912年から1914年までの間ではポーランド人所有の土地はたった4つしか収用されなかった。一方この時期にはポーランド人の社会組織はドイツ人の商業組織にうまく対抗し、ドイツ人から土地を買い上げるまでになった。この地域におけるポーランド人とドイツ人との間の長い抗争は、全てのポーランドでの民族意識を発展させた。これはポーランドのほかの地域における自己意識とは異なっており、社会主義的でなく主に民族主義的な概念と関連していた。この民族意識は20世紀になってポーランドの他の地域にも広がっていった。

## 他の文化闘争
文化闘争 (Kulturkampf) という語は、他の時代の他の場所におけるドイツ帝国の例に似た文化的抗争を指す場合にも使われている。
アメリカ合衆国では、「文化戦争」という言葉が特にパトリック・ブキャナンによって使われている。これは宗教的な保守主義者 (social conservatives) と世俗的な自由主義者 (social liberals) との間で、1960年代に始まり現在まで続いている文化抗争を描写するために作られた。ブキャナンの文脈では、伝統的道徳と前衛的自由主義との間の戦争を表す言葉として使われているが、これは明らかに昔のドイツの例を喚起させるものである。この「文化戦争」の主題はブキャナンが1992年に共和党全国大会で行った激しい基調演説の基本思想となった。政治評論家たちはこれを、共和党内の社会的穏健派の多くを疎外したと見、これによって民主党の対立候補ビル・クリントンが勝利することになったと考えている。「文化戦争」という言葉は2004年までアメリカの自由主義者と保守主義者の両方に広く使われていた。